# 吴兴四极虫
吴兴四极虫（学名：Chloromyxum wushingensis）为四极科四极虫属的动物。在中国，分布于广东、浙江等，营寄生生活，寄生在鲤、青鱼的胆囊。